# ديوك جاروود
ديوك جاروود (بالإنجليزية: Duke Garwood)‏ هو موسيقي بريطاني، ولد في 1969.

## وصلات خارجية
- ديوك جاروود على موقع ميوزك برينز (الإنجليزية)
- ديوك جاروود على موقع ديسكوغز (الإنجليزية)